# ISO 3166-2:CD
ISO 3166-2:CD is een ISO-standaard met betrekking tot de zogenaamde geocodes. Het is een subset van de ISO 3166-2 tabel, die specifiek betrekking heeft op Congo-Kinshasa. 
De gegevens werden tot op 15 november 2016 geüpdatet op het ISO Online Browsing Platform (OBP). Hier worden 25 provincies - province (en) / province (fr) - en 1 stad - city (en) / ville (fr) - gedefinieerd.
Volgens de eerste set, ISO 3166-1, staat CD voor Congo-Kinshasa, het tweede gedeelte is een tweeletterige code.

## Codes
| Code  | Naam           | Categorie |
| ----- | -------------- | --------- |
| CD-BU | Bas-Uélé       | provincie |
| CD-EQ | Équateur       | provincie |
| CD-HK | Haut-Katanga   | provincie |
| CD-HL | Haut-Lomami    | provincie |
| CD-HU | Haut-Uélé      | provincie |
| CD-IT | Ituri          | provincie |
| CD-KS | Kasaï          | provincie |
| CD-KC | Kasaï Central  | provincie |
| CD-KE | Kasaï Oriental | provincie |
| CD-KN | Kinshasa       | stad      |
| CD-BC | Kongo-Central  | provincie |
| CD-KG | Kwango         | provincie |
| CD-KL | Kwilu          | provincie |
| CD-LO | Lomami         | provincie |
| CD-LU | Lualaba        | provincie |
| CD-MN | Mai-Ndombe     | provincie |
| CD-MA | Maniema        | provincie |
| CD-MO | Mongala        | provincie |
| CD-NK | Nord-Kivu      | provincie |
| CD-NU | Nord-Ubangi    | provincie |
| CD-SA | Sankuru        | provincie |
| CD-SK | Sud-Kivu       | provincie |
| CD-SU | Sud-Ubangi     | provincie |
| CD-TA | Tanganyika     | provincie |
| CD-TO | Tshopo         | provincie |
| CD-TU | Tshuapa        | provincie |